# トチノキ
トチノキ（学名: Aesculus turbinata）はムクロジ科トチノキ属の樹木である。

## 名称
標準和名はトチノキ。また、木を抜いたトチと呼ばれることも多い。標準和名の由来は、朝鮮語由来、アイヌ語由来、果実由来など諸説ある。アイヌ語説ではアイヌはこの木を「トチニ」と呼び、これがそのまま和名になったというものである。後述のように「トチ」に近い音の方言名は東北地方など北日本に多いが、西日本でも見られないわけではない。宮部 (1949)は「トチ」という名前の北日本一帯における共通性を指摘しており、「トチニ」は（脂の木）という意味だとしている。アイヌ出身の研究者である知里（1953）にも「トチニ」で収録されているが、トチノキを指すということだけで意味には言及していない。「ニ」は樹木全体ないし幹を表す音でアイヌ語の樹木名にはよく出てくる単語である。果実由来説では、クリと違い完熟しても蒴果が「閉じている」、また縫われたように「綴じている」様から「トヂ」、さらに転訛して「トチ」となった説である。種子が十（トォ）も千（チ）も大量に実る様からトチという説もある。
方言名は種類としてはあまり多くなく、「クリ」を意識したものを除けば「トチ」が訛った程度のものが多い。東北地方ではトチがなまった「トジ」「トヅ」などという名前が多い。東海地方から紀伊半島にかけてクヌギやアベマキなどの比較的大きく丸いドングリを付ける種を「トチ」と呼び、トチノキは「ホンドチ」などと呼び分ける地域もみられる。クヌギ類とは後述のように漢字表記にも混同が見られ同じ字を使う。クリを模したものは西日本に多く、四国の一部にはトチノキを「弘法大師のクリ」と呼ぶ地域がある。これには大抵以下のような話が伝わる。ある日クリを煮ている村人に対し、通りがかった弘法大師がクリを少し分けてほしいと頼んだが、意地が悪い村人はこの申し出を断った。弘法大師が諦めて去ったあとに村人がクリを食べようとしたが、クリはとても苦くなり食べられなくなってしまったというものである。弘法大師にはこのような伝説が多く、ほぼ同じ内容の話がサトイモやナシでも伝わる。
トチノキ類が分布する地域はクリ類の分布域とも重なるため、クリを意識した名前は日本のみならず、世界的にも普通に見られる。英名は近縁種も含めて horse chestnut（馬の栗）と呼ばれる。クリに似るが有毒で食用種としては質が低く、「ヒトが食べるものではない」という利用的な意味を踏まえた命名とみられる。ブナ科のクリの方を特に指したい場合はsweet（甘い）を付けて sweet chestnutと呼び分ける。他の説として、葉の形が馬蹄に似ている。実が馬をはじめとする家畜の病気を治す効果があるからだというものもある。他にもよく使われる英名に buckeye（雄シカ、雄トナカイの目）がある。これはアメリカ産の種に言われることが多く、種子に出るへその模様、もしくはやや歪んだ種子の形状に由来すると見られる。
フランス語名は marronnier（茶色い実のなる木）で種子の色に由来する。フランス語名は音写した「マロニエ」という名称で日本でもよく知られている。
トチノキの中国名は日本七葉樹である。日本語におけるトチの漢字表記は「栃」ないし「橡」である。「橡」はクヌギを指すこともあるが、その場合は「ツルバミ」と読まれる。
種小名 turbinataは「渦巻き状の」「円錐型の」などの意味があり、おそらくは同属近縁種と比べても綺麗な円錐型に近い本種の花序の形態に由来した命名とみられる。

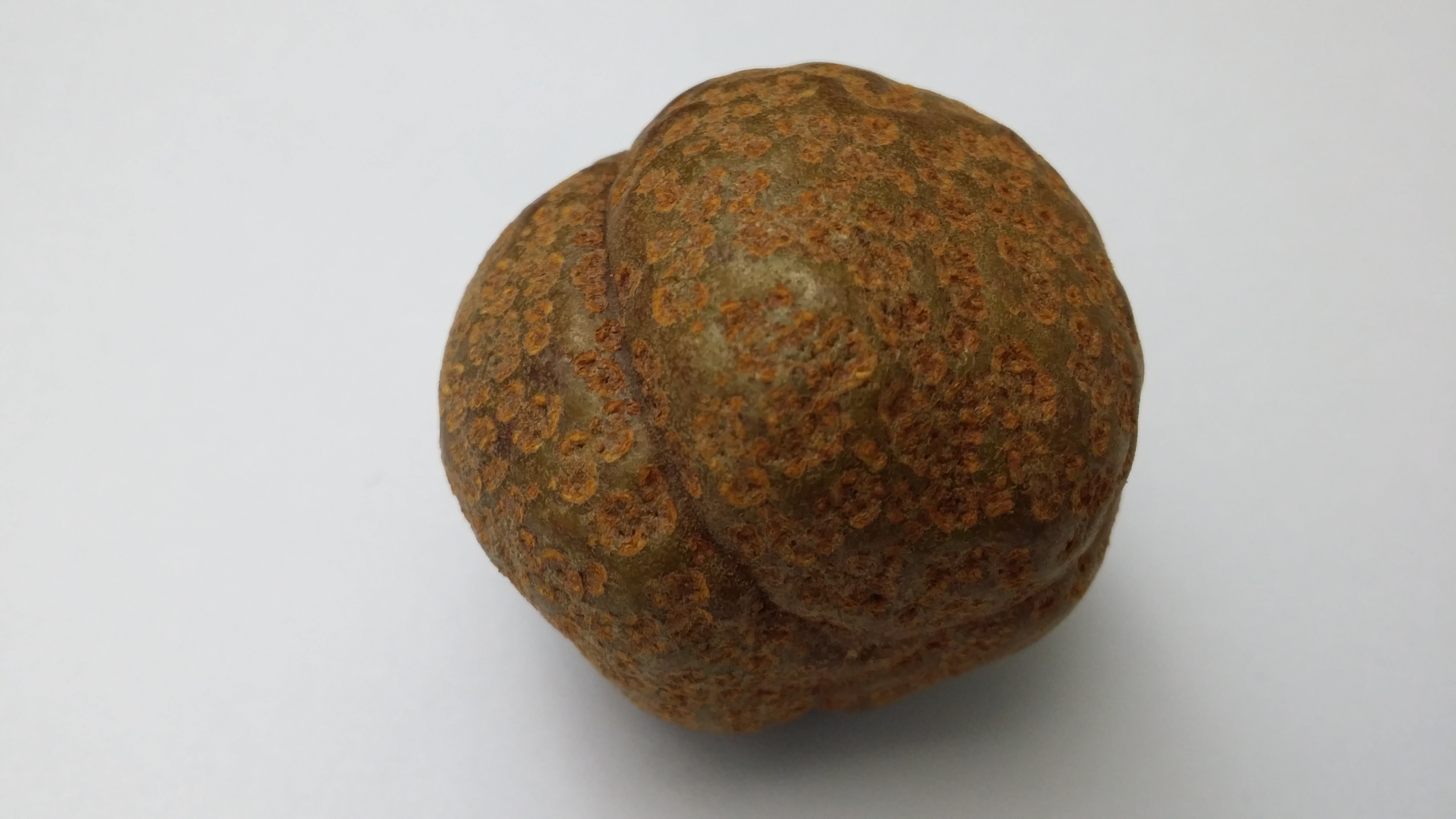
蒴果は熟しても開かない。日本産種（トチノキ）は蒴果に棘は無い、
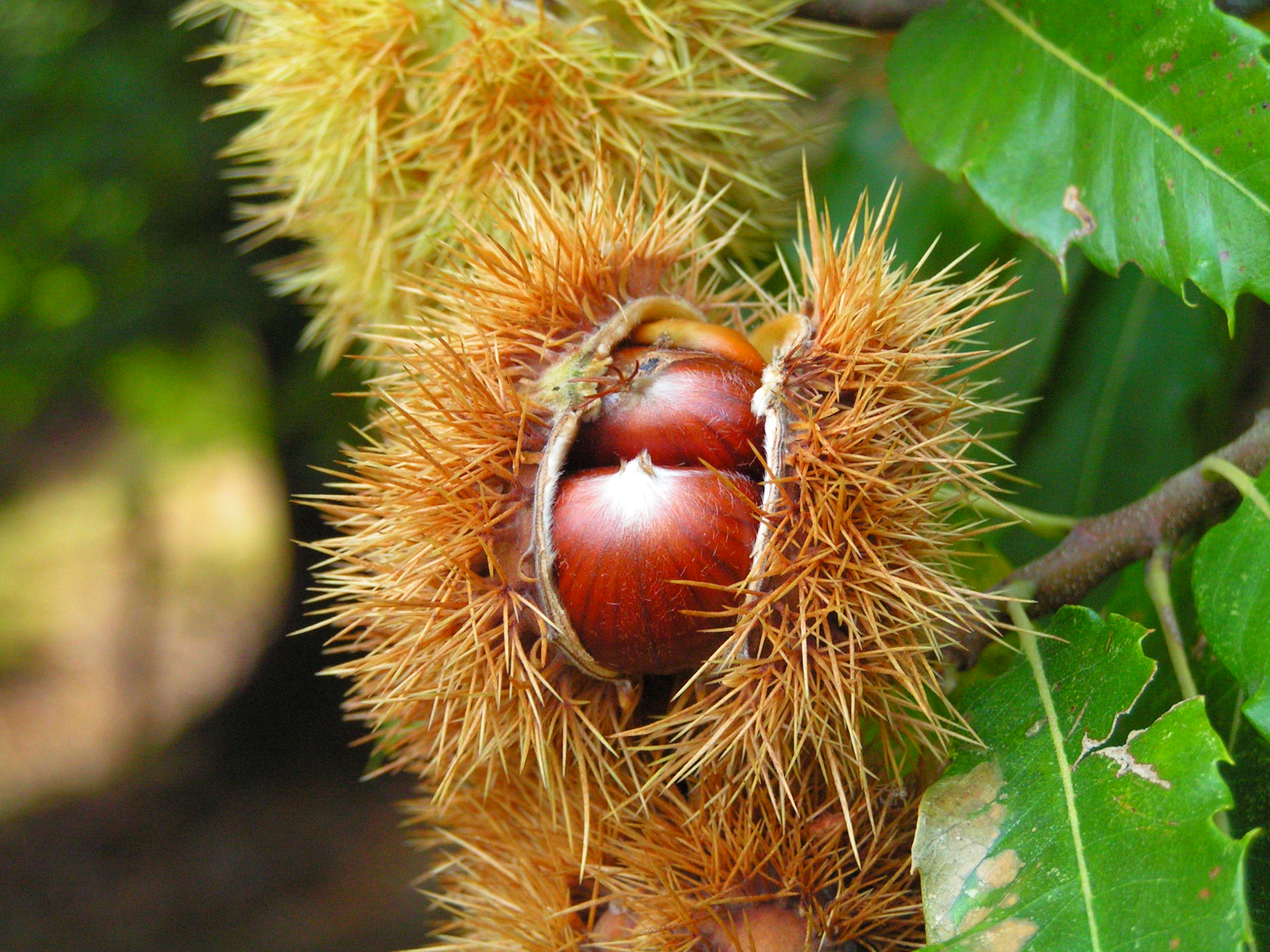
参考：クリの殻斗は熟すと開く。殻斗は棘が目立つ
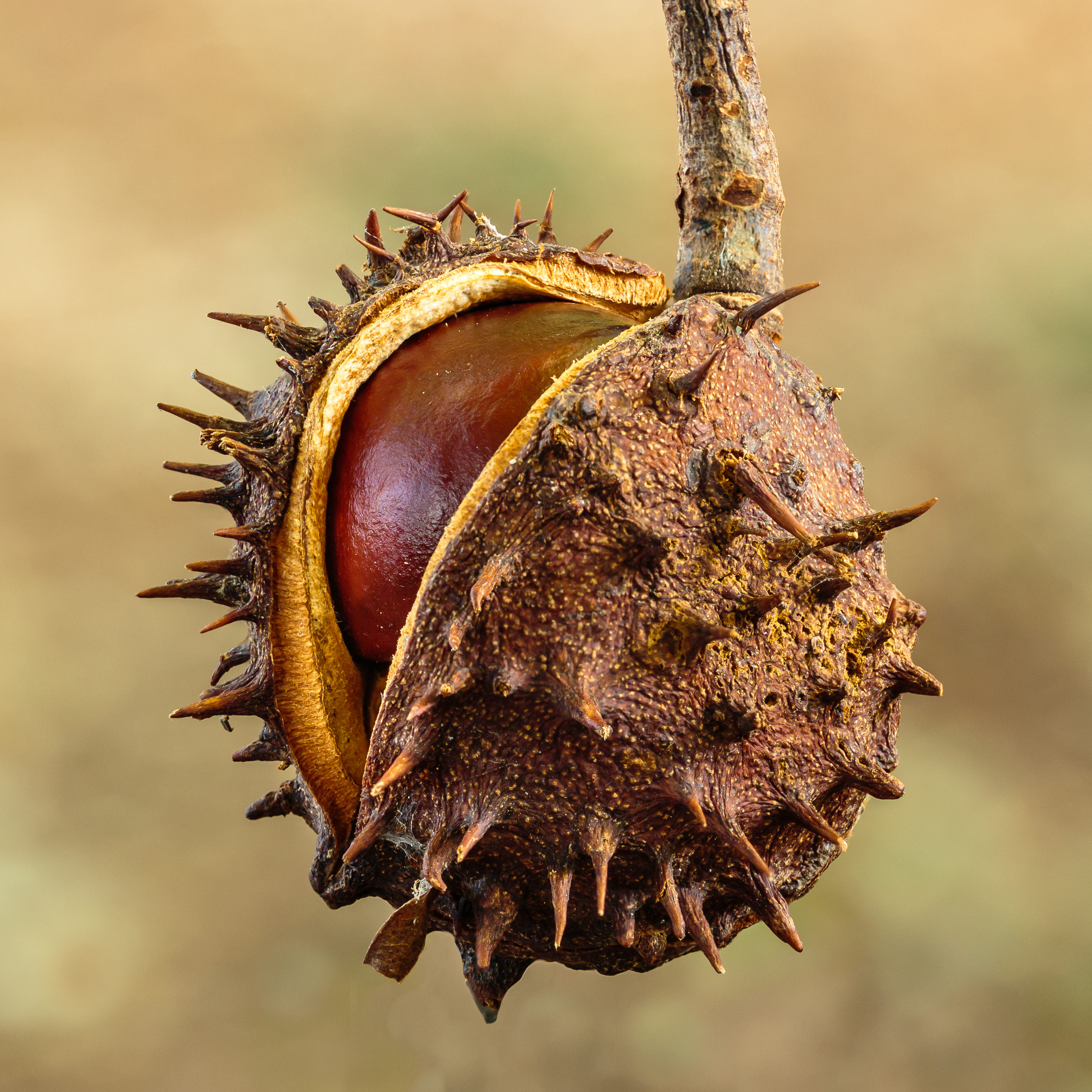
参考：欧州種（マロニエ）は蒴果の棘が目立つ点もクリに似る
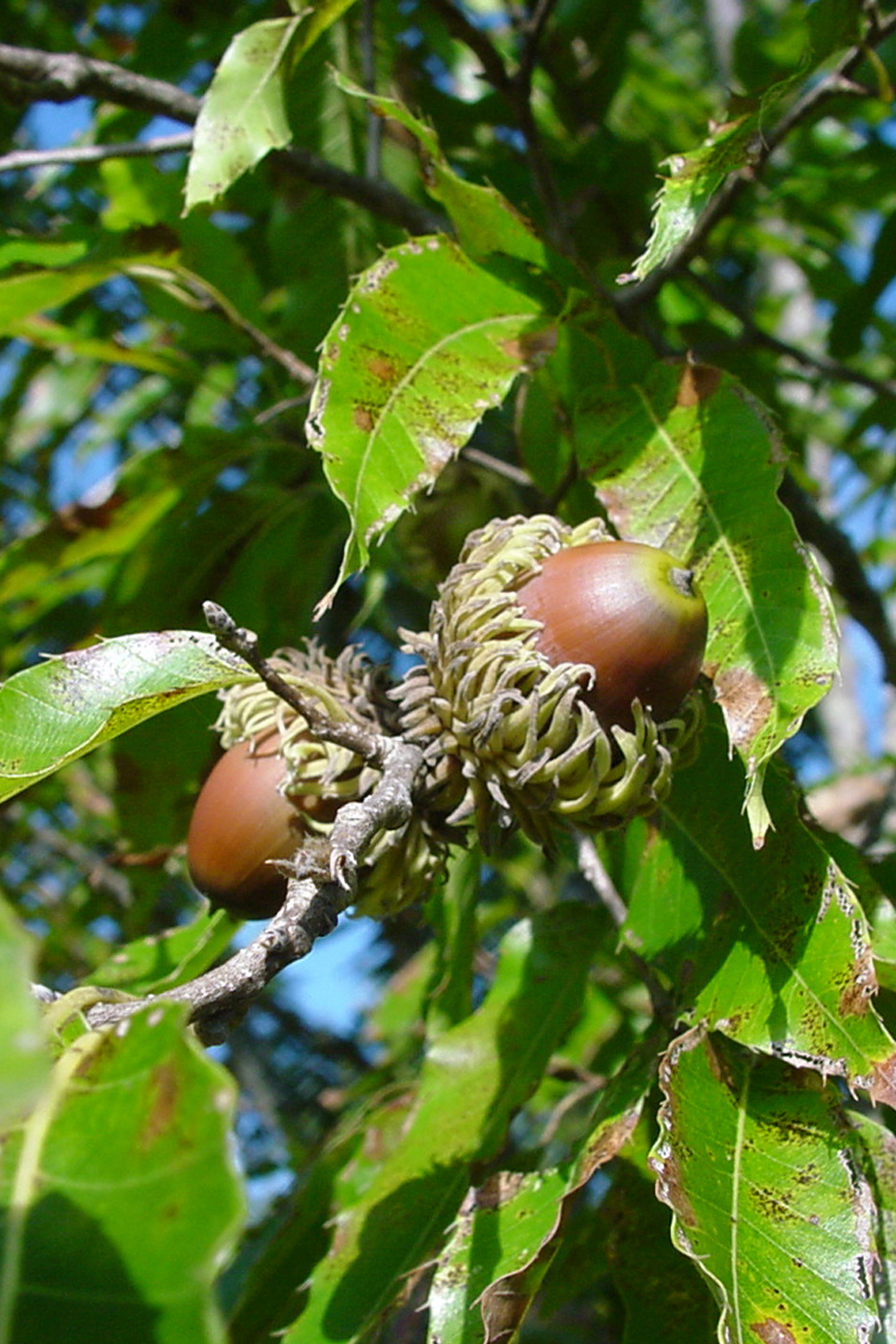
参考：クヌギのドングリ。丸みを帯びておりトチノキに若干似る。

## 分布
北海道から九州にかけて分布する。特に東北地方は多いが、逆に九州での分布地は非常に少ない。北限は北海道の小樽市付近とされている。
日本の樹木の分布でしばしば用いられる吉良竜夫の暖かさの指数（warmth index, WI）であるが、トチノキやハルニレはこの指標だけで分布域の南限を決めるのが難しく、逆にケヤキは冬季の気温と分布域の相関が見えやすいという。

## 形態
落葉広葉樹の高木で最大樹高30 - 35メートル (m) 、胸高直径4 mに達する。広葉樹らしい丸みを帯びた樹冠で、枝を斜め上に伸ばす樹形となる。若い個体の樹皮は平滑で灰褐色だが、老木では褐色になり老木は大きく剥がれる。一年枝は太く、淡褐色や淡赤褐色で無毛。
葉は掌状複葉で枝に対しては対生し長い葉柄を持つ。15 - 40 cmの倒伏状長楕円形から倒卵形の小葉を7枚つけるが、小型の葉ではその数は5枚に減る。側脈は18-22対、葉縁には鋸歯を持ち重鋸歯である。葉裏には通常でも幾らか毛が生えるが、これを密生させるものがあり、変種扱いすることがある秋には黄葉が見られるが、中には赤味を帯びることある。落葉時は小葉ではなく複葉単位で落ちる。
花は枝先の葉の間から長さ15 - 30 cmの円錐花序が立ち上がる。1つの花序には200個から500個の花が付き、雄蕊だけを持つ雄花と雄蕊、雌蕊を持つ両性花の2種類の花を付けるタイプ（雄性両全性などと呼ばれる）であるが、花序内の殆どは雄花である。両性花は花序の中部から下部にできる。花芽は前年の秋までには葉芽と見分けられるようになり、5月ごろ開花する。花については谷口(2004)の総説論文が詳しい。花粉は大きさ24μm×12μm程度、全体に縞模様がある。両極を結ぶ3つの溝があり、溝には各々棘を持つ。
種子はブナ科に似るがブナ科が枝の変化した殻を持つ堅果に対し、トチノキは蒴果と呼ばれ心皮の変化した殻を持つ。蒴果は円錐形で三裂する。種子は蒴果に完全に包まれており、大きさは40ミリメートル (mm) で艶、形ともにクリに似ているが、ツヤのある黒褐色で色が濃く、球状をしている。

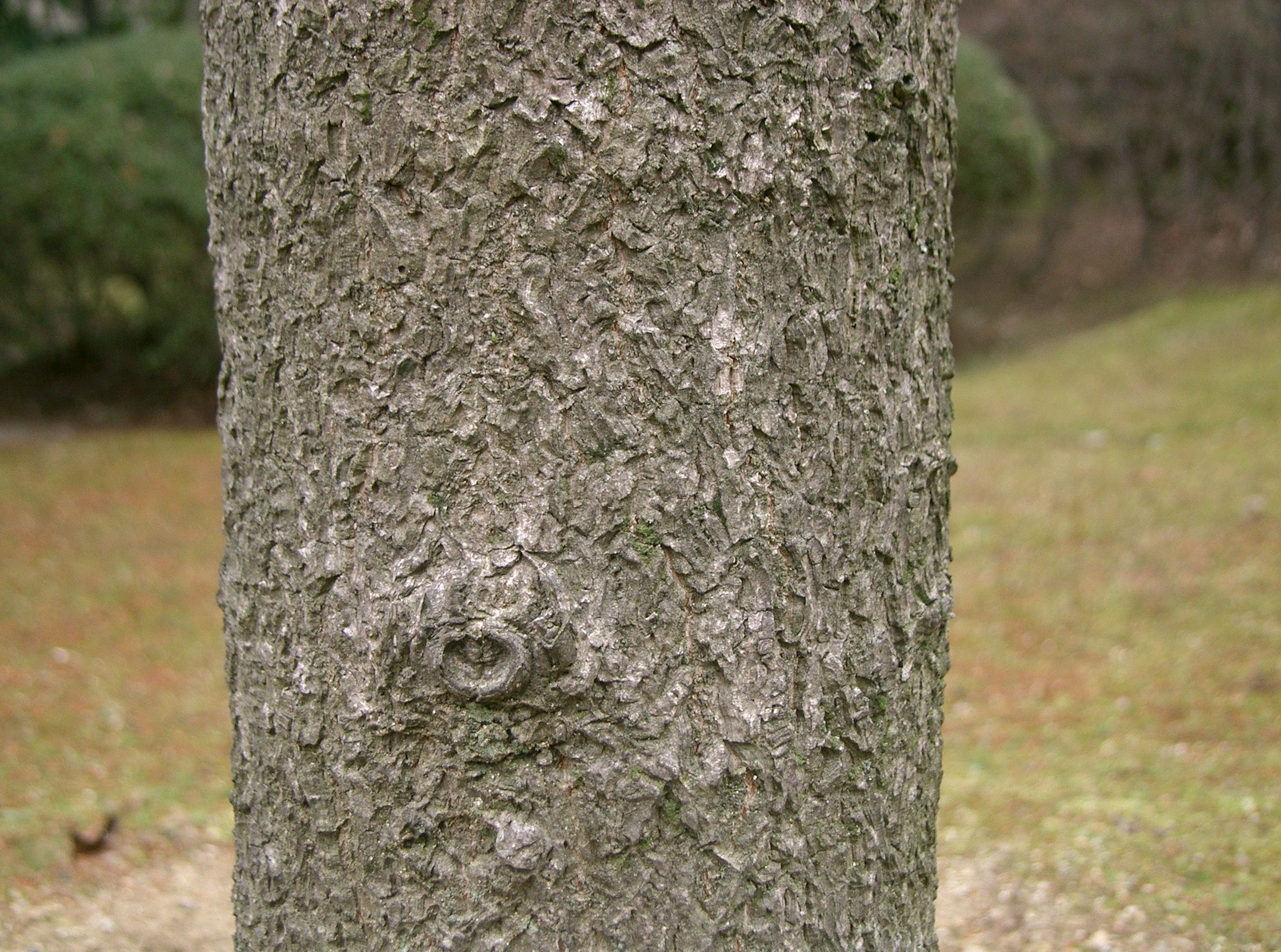
若い木の樹皮は灰色でやや凹凸あり。老木になると雰囲気が変わる
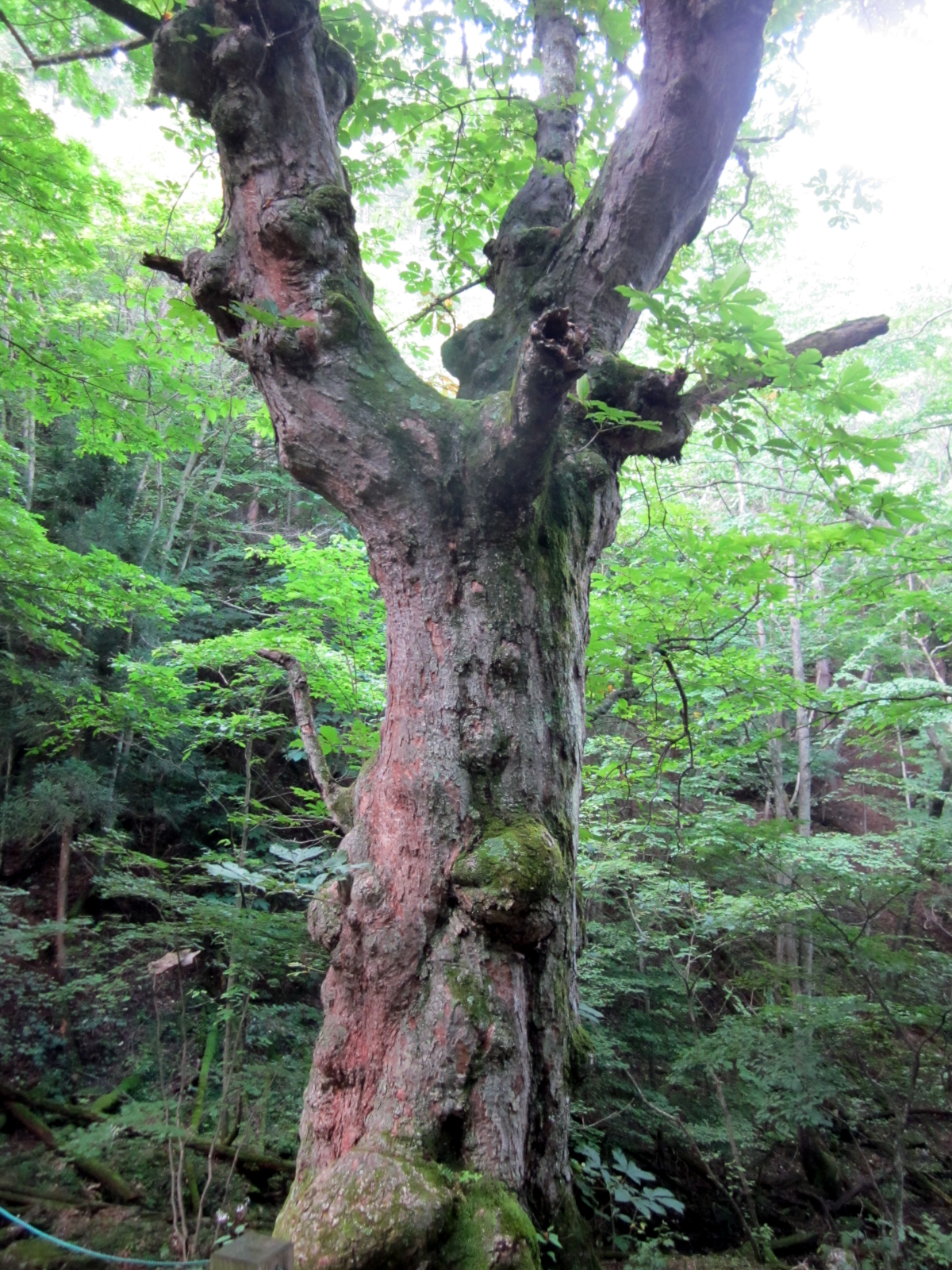
老木の樹皮
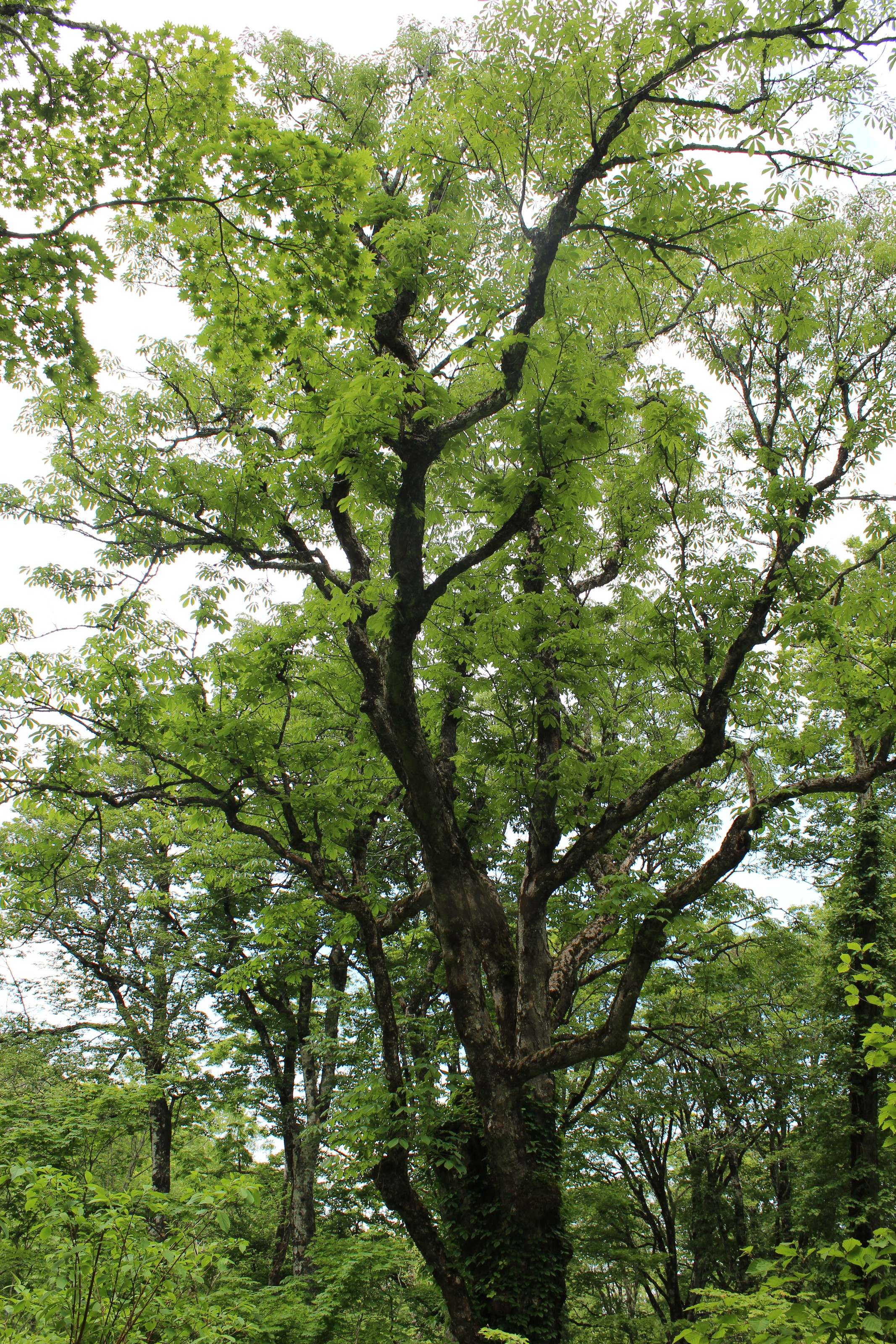
樹形。枝を斜め上に伸ばす。
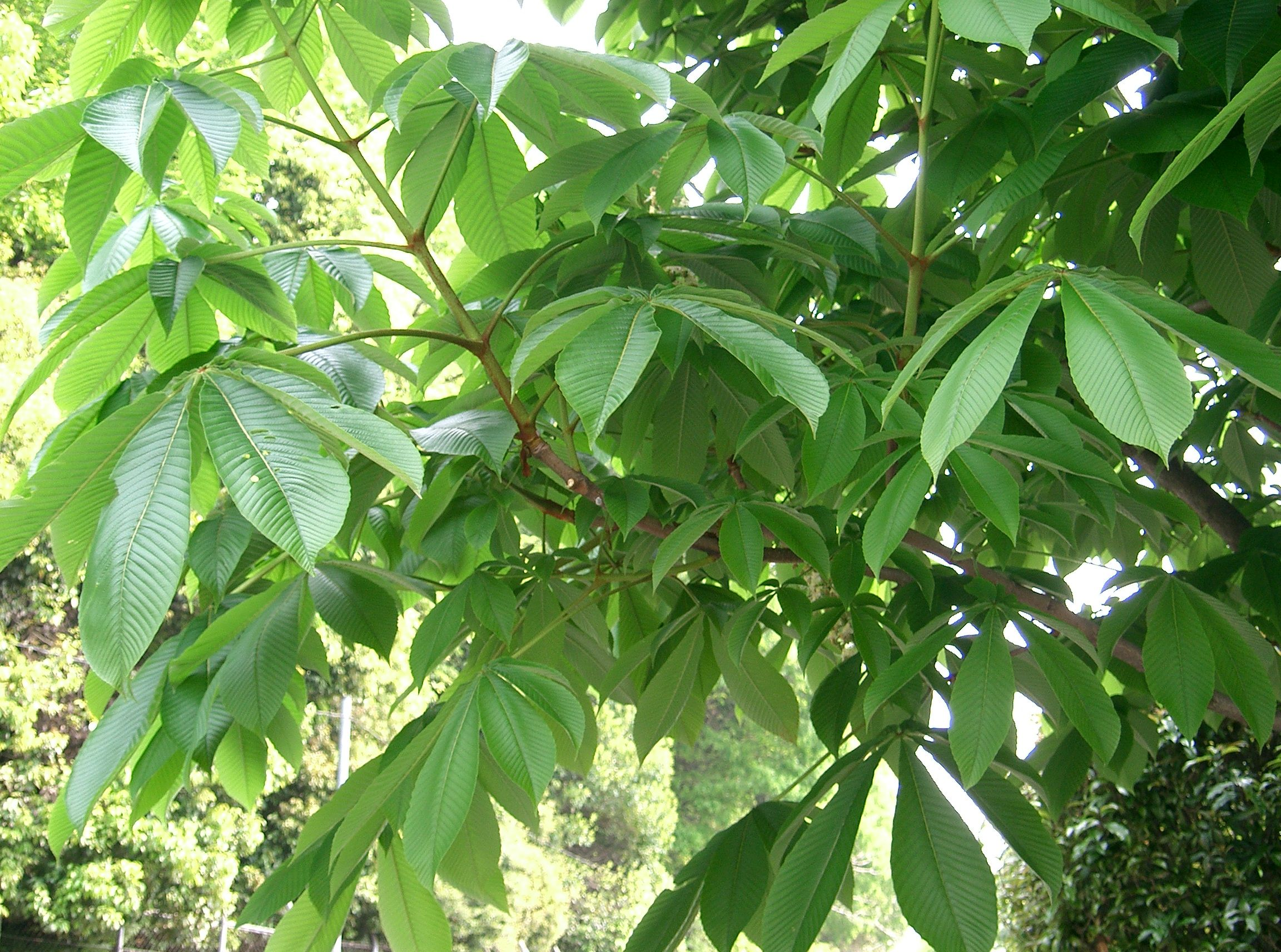
複葉で枝に対生し長い葉柄を持つ。小葉の縁に鋸歯がある。
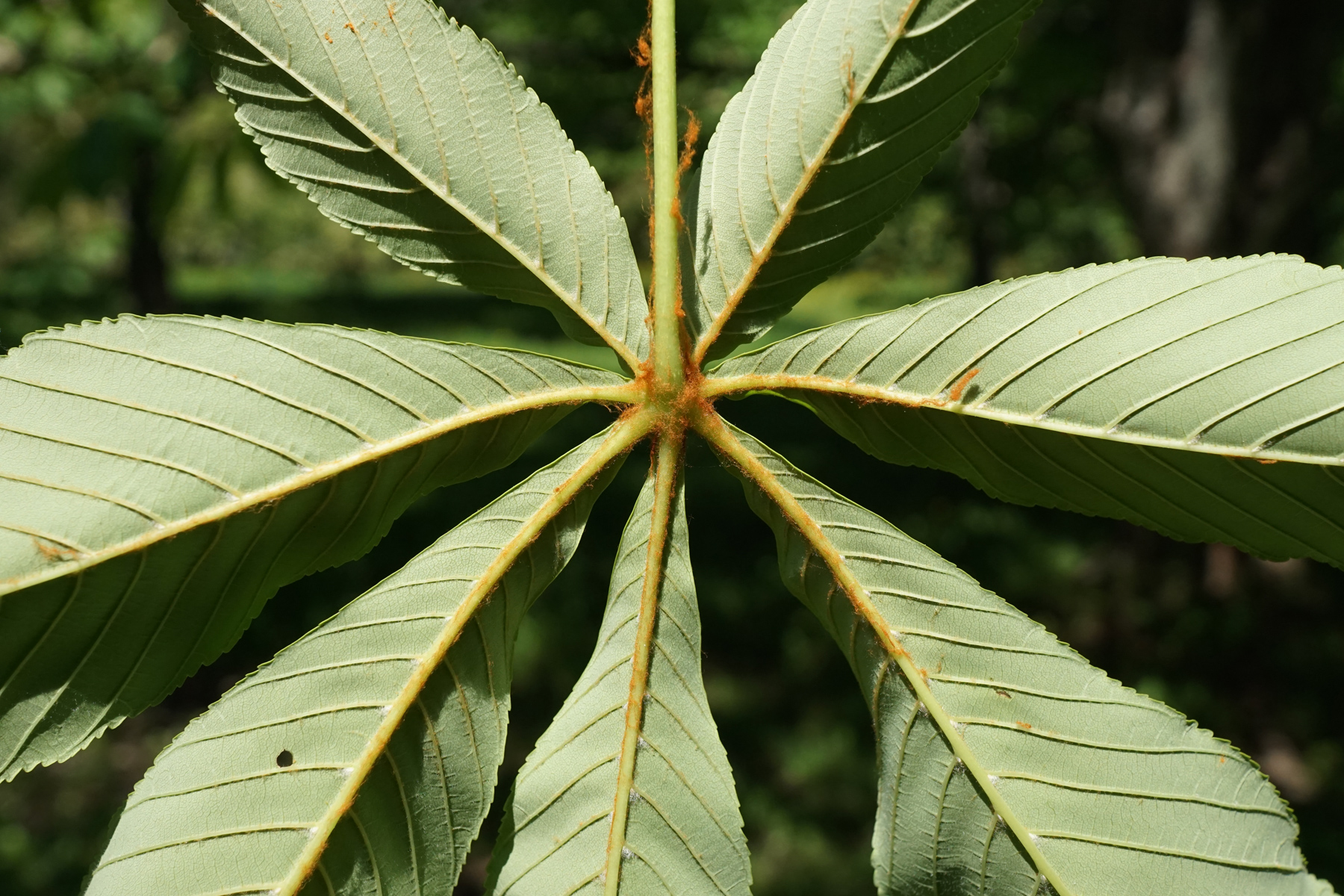
小葉は7枚。裏には赤褐色の毛が生える。
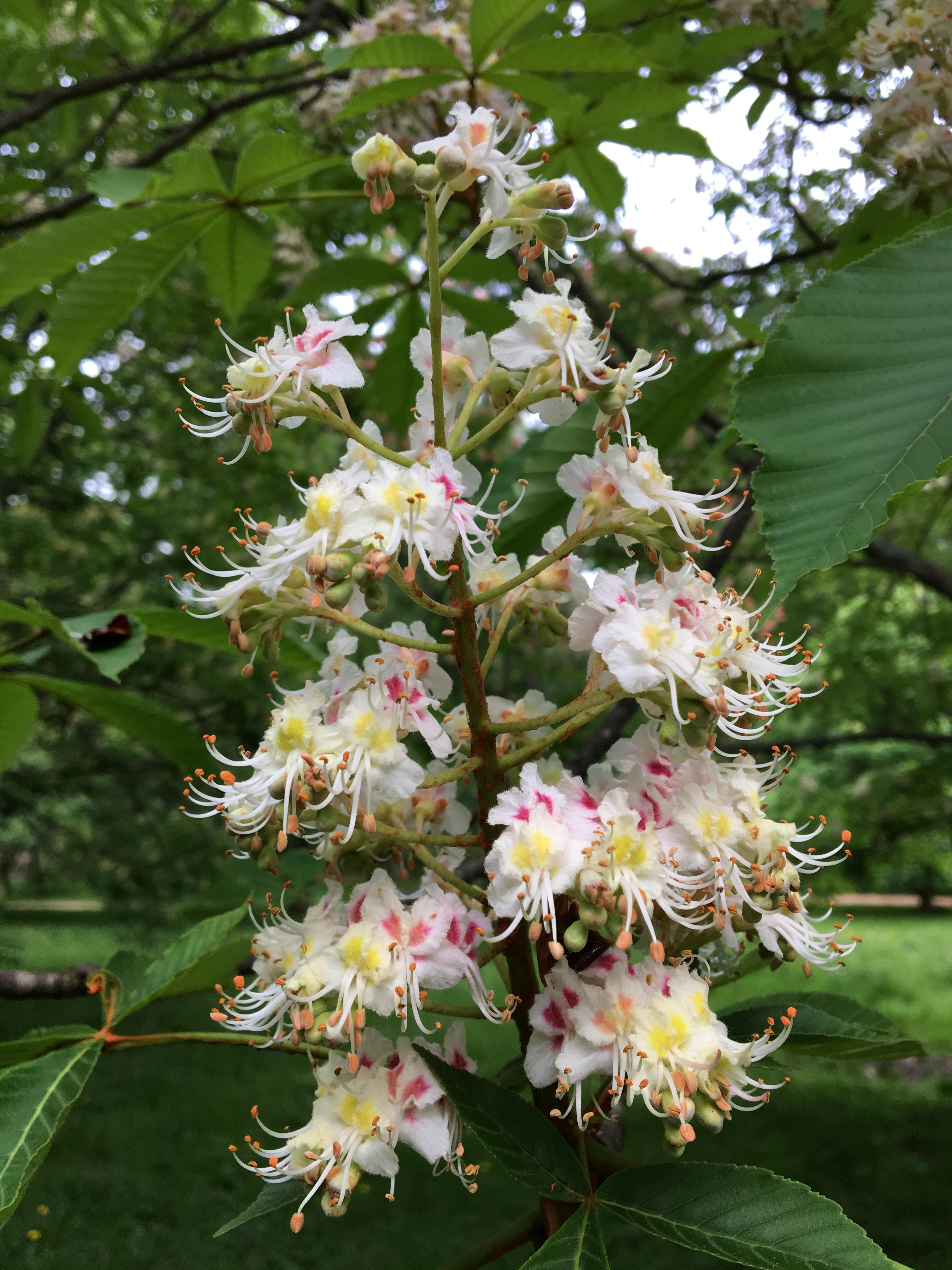
トチノキの花。殆どが雄花で右下に僅かに両性花が見える。
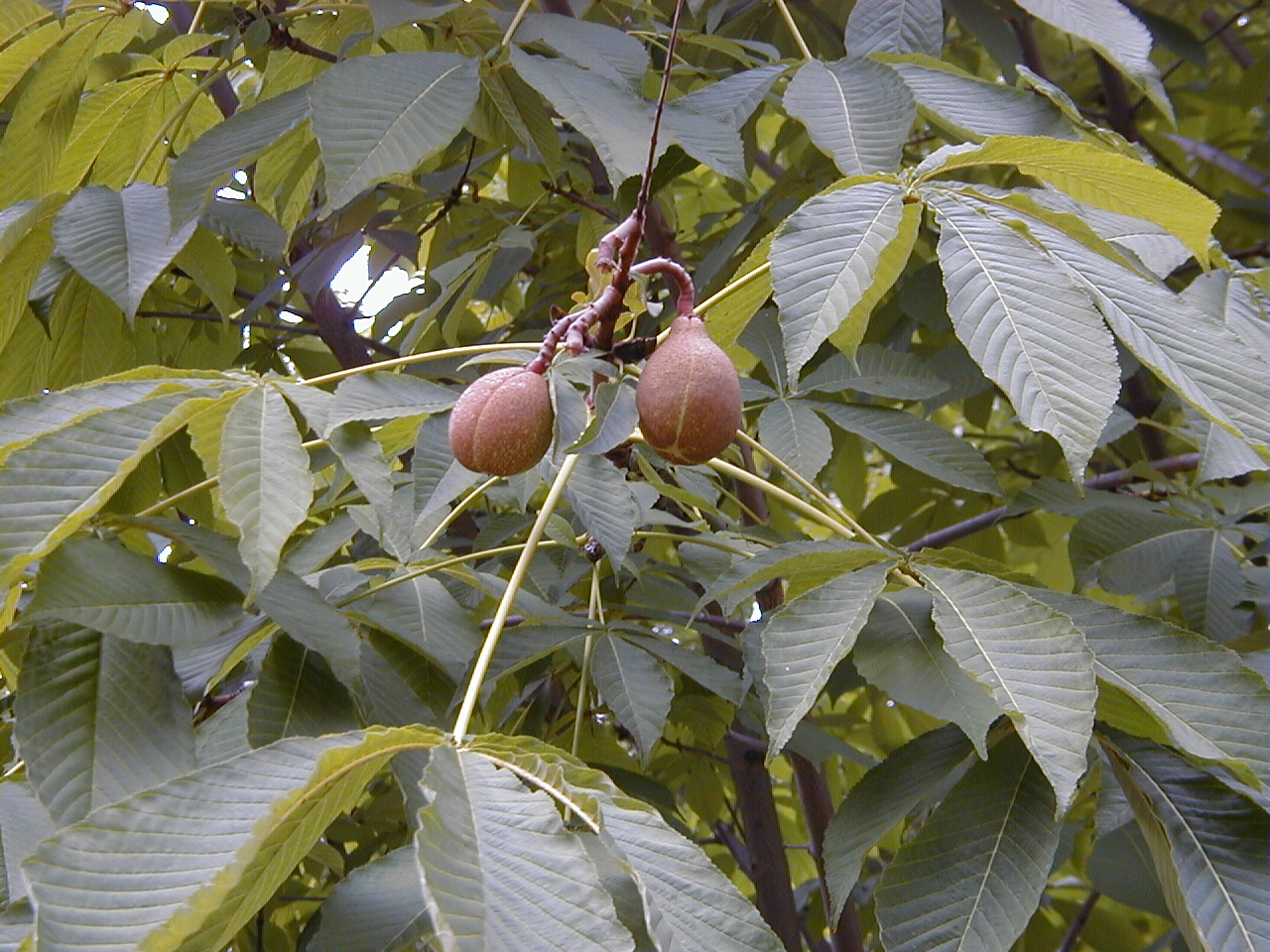
果実は枝の先にできる蒴果である
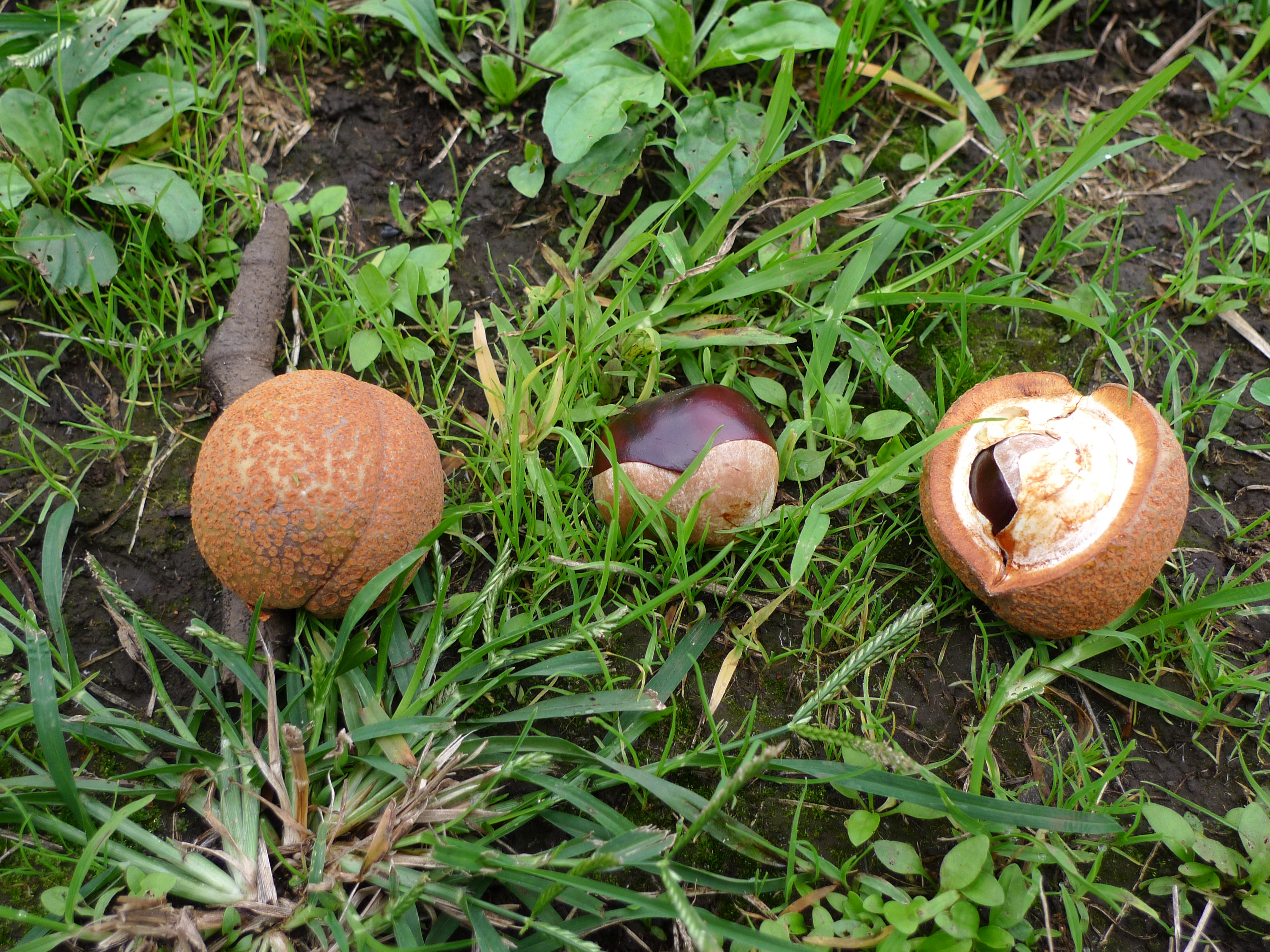
蒴果と内部の種子

冬芽は対生する。枝先では頂芽が極めて大きくなり、発達しない側芽との差が目立つ。頂芽には葉芽と混芽（葉芽と花芽が混ざるもの）が混在するが、花芽は葉芽よりやや広卵型になる、芽は無毛で艶がある。側芽の葉痕は大きく、心形で維管束痕が5 - 7個見られる。冬芽の粘着性は乾燥耐性の向上、暗色の色合いは太陽熱の吸収に優れていると見られる。
根系は稚樹の内から垂下根も水平根もよく伸ばす。成木も同じで深根性でありつつも水平根も発達し、耐水性も高い。細根の根端は肥厚し菌根形成が見られる。
発芽は地下性（英:hypogeal germination）で子葉は地中に残したまま本葉が地上に出てくる。このタイプの子葉は栄養分の貯蔵と吸出しに特化し、自身は光合成をおこなわない。発芽時は最初に根を伸長させ、次に本葉を展開させ自身は地中で枯死する。

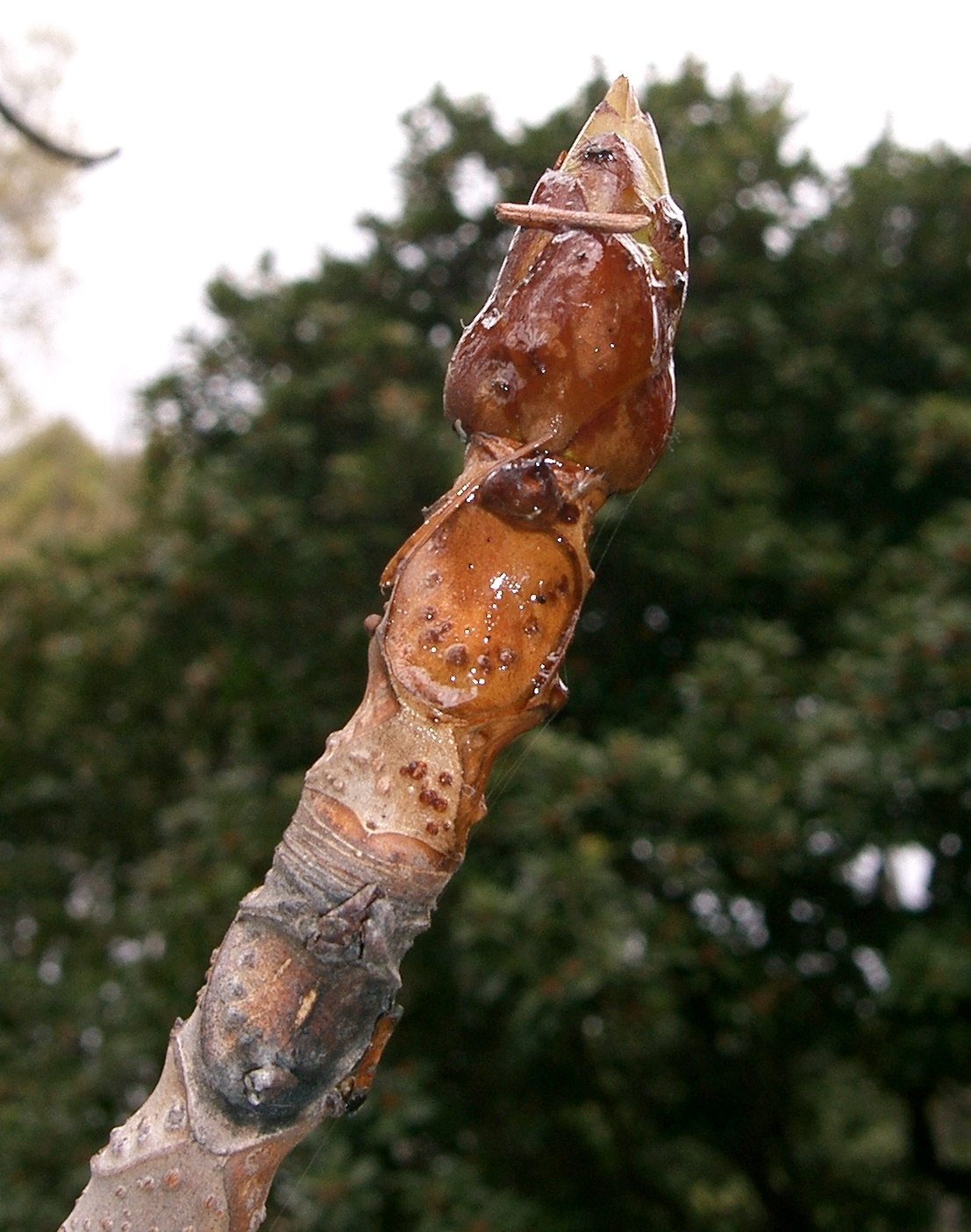
冬芽は頂芽が極めて大きく暗色でねばつく。手前に小さな側芽も見える
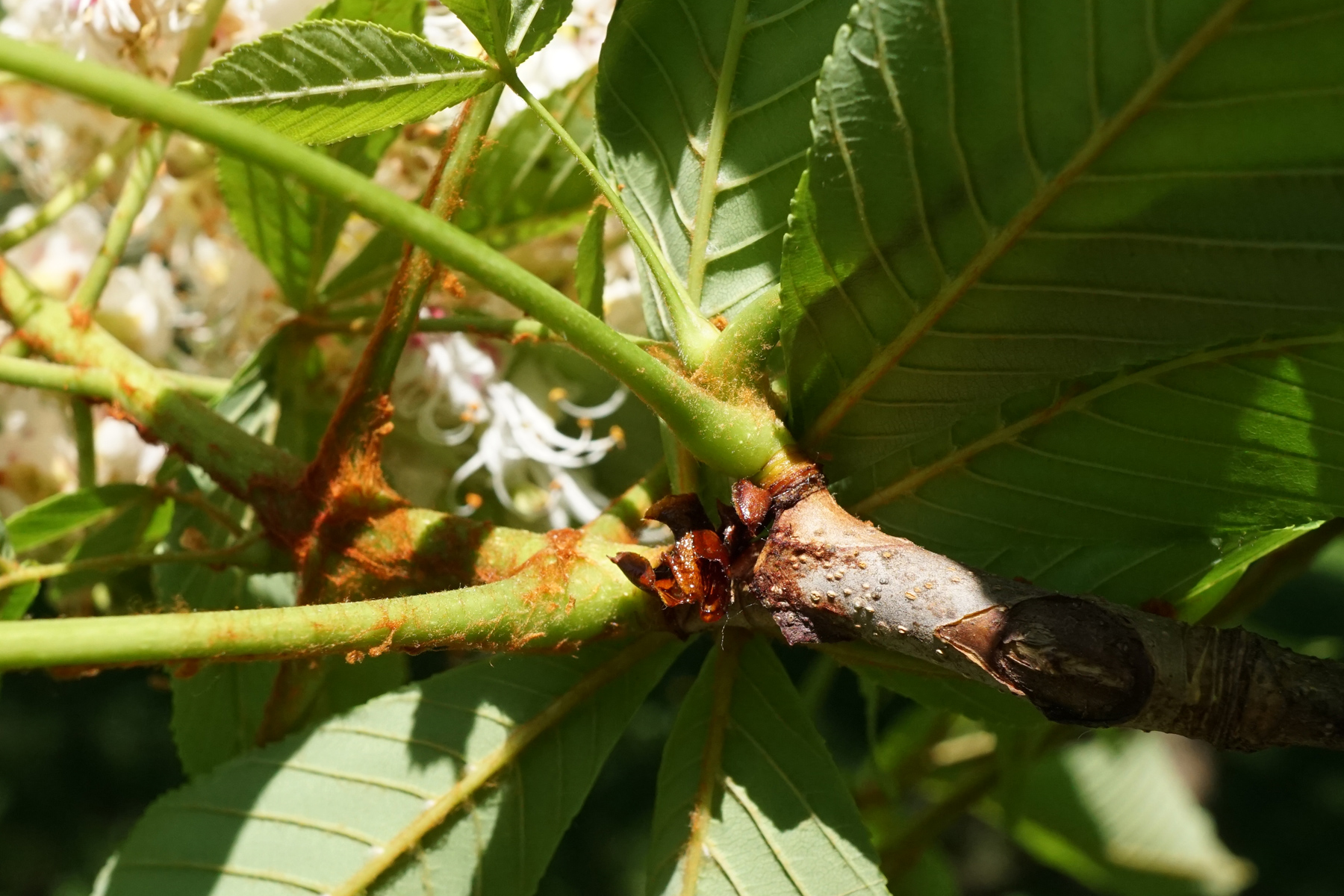
葉が展開すると茶色い芽鱗痕が残る
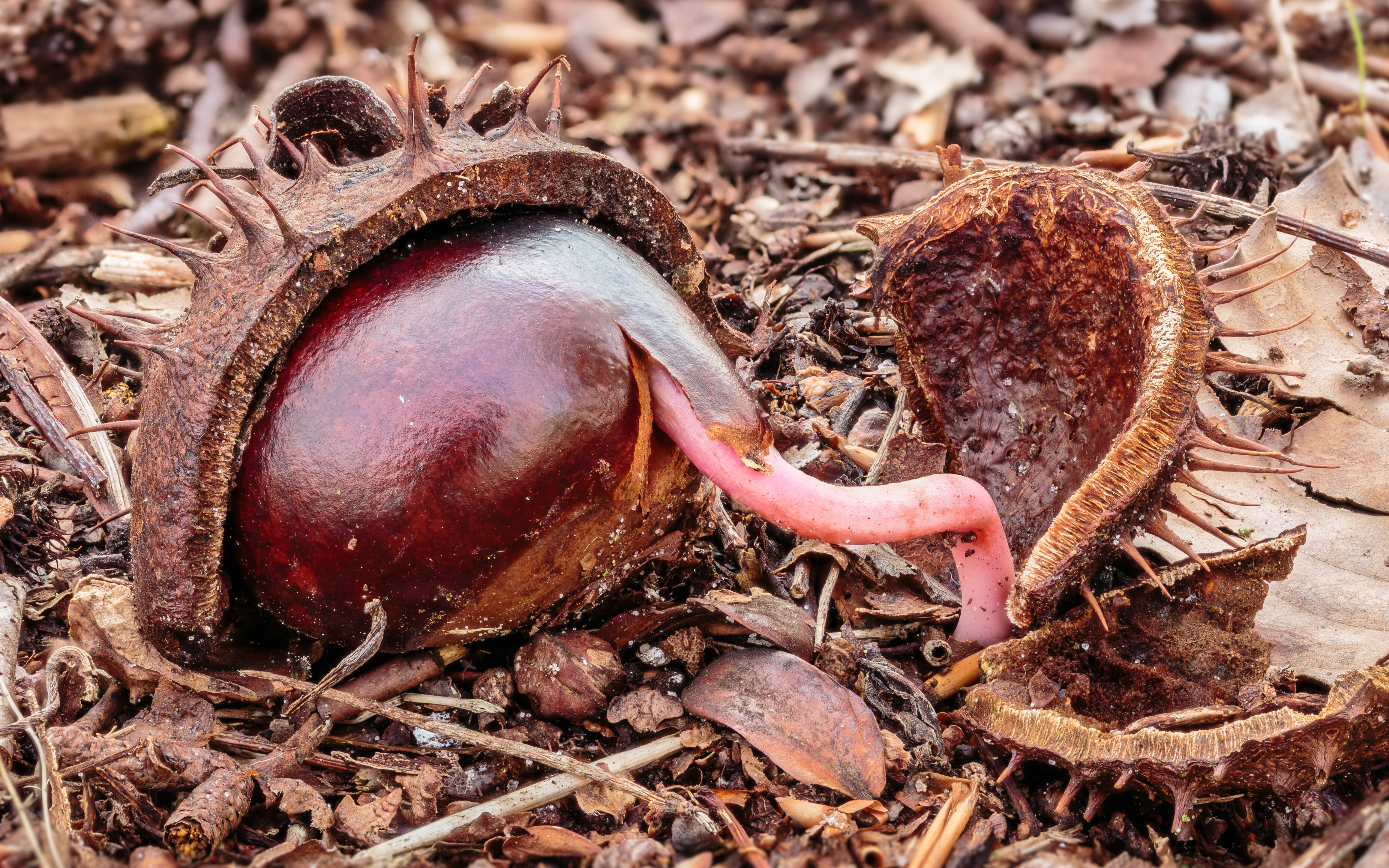
参考：近縁種マロニエ（A. hippocastanum）の発芽。地下性である。

## 生態
水気と肥沃な土壌を好み、クルミ類、ヤナギ類、ハンノキ類、ニレ類などと共に渓流沿いに出現する代表的な樹種の一つである。岩手県における観察事例では渓畔林において皆伐後に最初に優先するのはサワグルミであるという。トチノキとサワグルミは単なる遷移の先駆種、極相種ではなく住み分けしていることが報告されている。渓流沿いの環境は増水や斜面崩壊、土石流の通過と堆積によって攪乱の多い場所であるが、トチノキ群落はあまりにも強度の高く頻度も多い攪乱が起こる川のすぐそばよりは、少し高い段丘地形によく出現するという報告が多い。
虫媒花であり花粉は昆虫によって媒介される。トチノキは自家受粉では結実しない性質（自家不和合性）が強いとされ、花粉の媒介者としてはマルハナバチ類が最も重要であるという。花には面白い性質が知られており、開花後3日目までは白色で蜜を分泌するが、それ以降は花の色を赤く変え、蜜の分泌も止める。この色の変化を識別できるマルハナバチは、効率よく花を訪れることができるが、花粉の媒介に対して意味のない他のハチやチョウは採餌効率が悪くなる。また、マルハナバチは花序の下から上に移動しながら採蜜する習性があり、両性花を花序の下部に付けるトチノキにとっては受粉機会が増えて好都合だとみられる。
スギタニルリシジミ（Celastrina sugitanii）の幼虫はトチノキの葉ではなく、花を食べて成長するという習性が知られている。この蝶はトチノキがない環境ではニセアカシア（マメ科）や、ミズキ（ミズキ科）、キハダ（ミカン科）の花を食べているという。これらは分類的にはばらばらだが、花の形状は小さい花が集まって花序を形成する種であることが指摘されている。
両性花は少ない上に、受粉しても完熟するまでに生育するのは少なく、大部分は初夏のころに落果してしまうという。落果したものは虫害の他にも胚珠の発育不全がよく見られ、受粉やその後の受精に失敗しているものと見られる。環状剝皮によって着花率を、摘芯処理によって両性花率を向上できるという。結実状況に極端な豊凶は見られないという。
トチノキの堅果は大きくでんぷん質に富み、後述のようにヒトの食用利用としてはドングリやクルミに準じたものであった。このため、生態や食用利用などではこれらと比較した研究が行われている。
ドングリと同じく重力散布と動物散布の併用型で特にネズミ類の貯食行動に依存する。地上に落下した種子は冬までにほとんど持ちされれるという
。種子の毒性は強く、ハツカネズミにトチの実の粉末を与えると高確率で死亡するという。ドングリの場合、森林性のネズミ類、イノシシやツキノワグマは馴化により対応することが知られており、おそらくトチノキに対しても同じことが起きていると見られるが、よくわかっていない。渓流沿いに生えることが多く、水による種子散布も期待できる。ただし、クルミと違い種子および種子入りの蒴果は水には浮かばず沈むので、散布にはある程度の流れの強さが必要と見られる。
発芽は地下性のもので、これはドングリと同じである。発芽後の子葉重量の変化がドングリと異なり、トチノキは発芽後に葉を展開した後でもドングリの養分を使い続けるという。これに対しドングリは葉の展開後は子葉の栄養を使う量を減少させる。ネズミやリスに対しては地中の子葉を掘らせ、致命的な実生の食害を防ぐ意味があるのではという説もあるがよくわかっていない。
発芽直後の実生はミズナラやクルミのような脇芽を持たないがいくらかの萌芽力があり、食害などにも少しは耐えるとみられる。切断試験では子葉から予備の芽を伸ばす再生のほかに、切断面に生じたカルスから不定芽を形成し再生する個体もみられた。渓畔林の樹木にはよく見られることであるが、土石流や土砂崩れによって幹が埋没した場合でも埋没個所に不定根を出し生き残る。トチノキもこの能力を持つという。実生の葉の展開時期は同種の成木より遅いといい、トチノキ以外にもクルミやミズナラなどの大きな種子を付けるものはこの傾向が見られるという。
乾燥条件下でも葉が萎れにくいというが、乾燥耐性は高くないと見られている。
北海道の渓流における観察事例ではトチノキの葉の水中での分解は速度は、ミズナラやブナなどと共に遅いという。

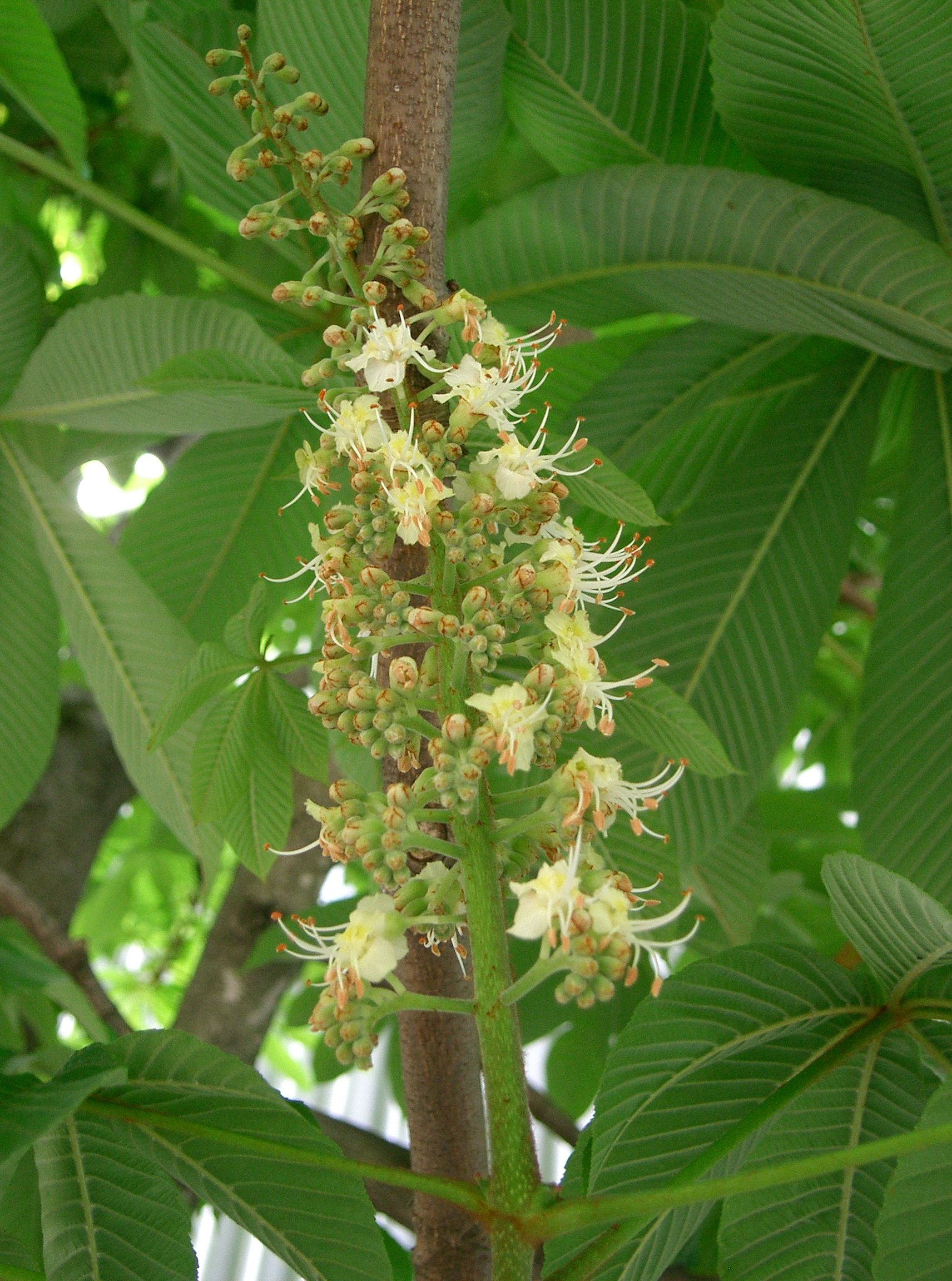
開花を始めた花は黄色い。やがて赤くなり蜜も出さなくなる。
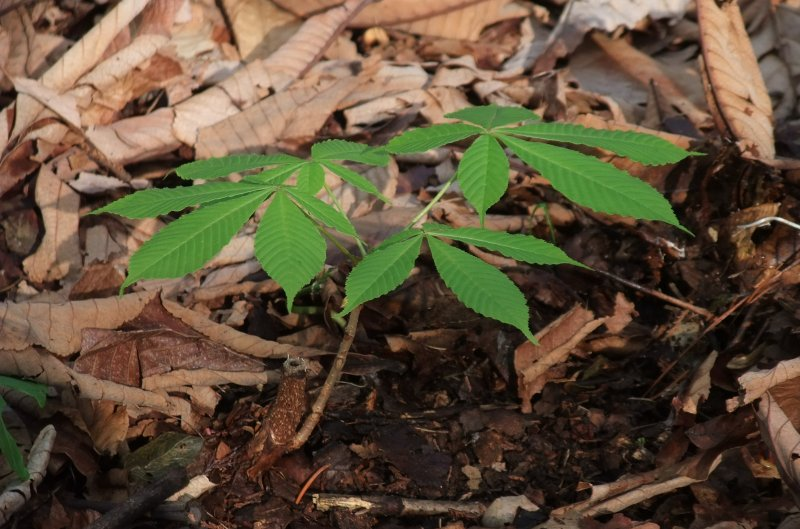
萌芽更新で再生した幼木

## 人間との関係

### 食用・薬用
澱粉質の大きな種子を付け、食用にした記録が全国的に残る。ただし、ブナ科樹木の堅果、いわゆるドングリ類と比べても相当に渋く苦みもあり、灰汁抜きが必須である。処理方法としてはミズナラやクヌギなどの特に渋いドングリに準じ、加熱およびアルカリ性の灰汁を用いて灰汁を抜く。灰汁抜きには非常に時間と手間がかかる。細かい工程にはかなりの地域差があり、特に皮むきや粉砕のタイミング、水晒しの温度、どのような灰が良いかといった点は差が出やすい。局所的ではあるが、灰の代わりに渋柿を使う地域もあるという。
縄文時代はクリを多用したことでよく知られるが、トチノキも同時代には利用されていたことが遺跡調査の結果など確実である。灰汁抜きに方法にはいくつかあり、火を使わないものならば旧石器時代に行われていたという説もある。近代になっても山間部では飢饉の際の食料（救荒作物）として重宝され、天井裏に備蓄しておく民家もあった。救荒作物4種を比較したときに、トチノキの澱粉は白色で、アミロースが多いという。日本におけるドングリの食用利用が現代ではほぼ途絶えてしまったのに対し、トチノキの利用は現在でもしばしば見られ山間部の名物となっているものもある。精製した粉の加工法には地域差があるが、栃餅だけは全国的に作られている。
直接食べるわけではないが、蜜源植物としても知られる。トチの蜜は少しクセのあるとも評されている。北海道の蜜源植物としては木本植物のニセアカシアとシナノキの2種が圧倒的に多く、次いで地域にもよるが草本植物のソバとアザミ類を挟み、キハダとトチノキが続く。ニセアカシアは要注意外来種に指定されているが、蜜の質の高さの他にも豊凶の差が小さいことが大きな魅力だという。
三重県尾鷲市周辺には5月の端午の節句の粽をササではなく、トチノキの葉で包むところがあるという
薬用部位とするのは種子と樹皮で、種子を天日乾燥して調製したものは娑羅子（さらし）と称して生薬とする。薬効は下痢、扁桃炎、水虫、たむし、打撲、捻挫に効能があるとされ、百日咳や胃にも効果があるといわれている。樹皮は薬用樹キナノキの代用になるといわれている。実を水で浸出したものが馬の眼病を治す効果があるという。民間療法では、下痢のときに樹皮を600 ccの水で煎じ飲用する。扁桃炎には煎じた液でうがいする。水虫やたむしには、種子を粉末にして煎じた液を患部に塗る。打撲や捻挫には、種子をアルコール漬けにしたものを塗布するなどのものがあるという。アイヌも種子の部分を薬用に使ったという
その他にも研究が進められているものがある。

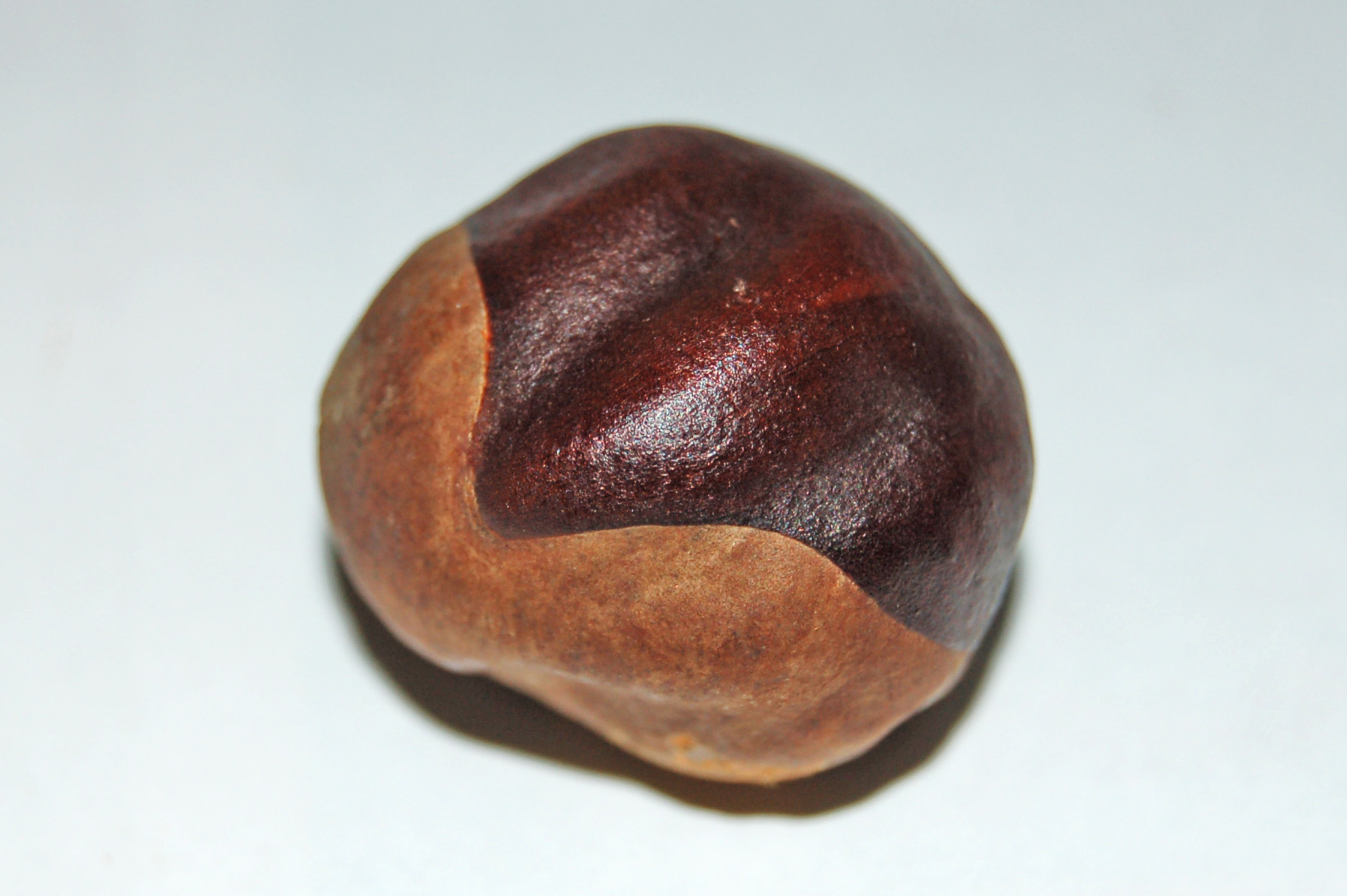
種子は見た目がクリに似る
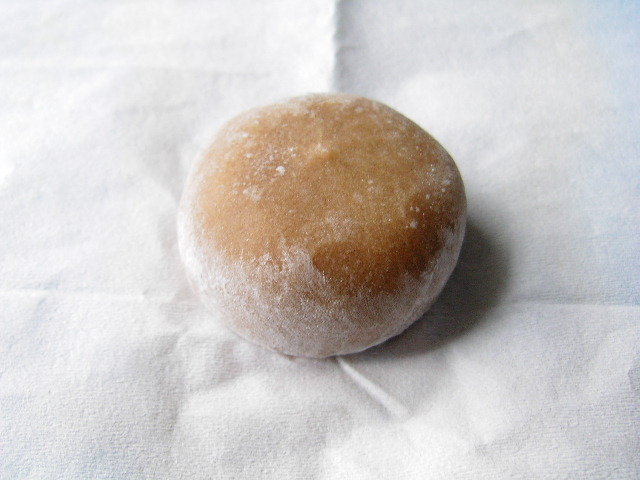
栃餅（京都府綾部市）
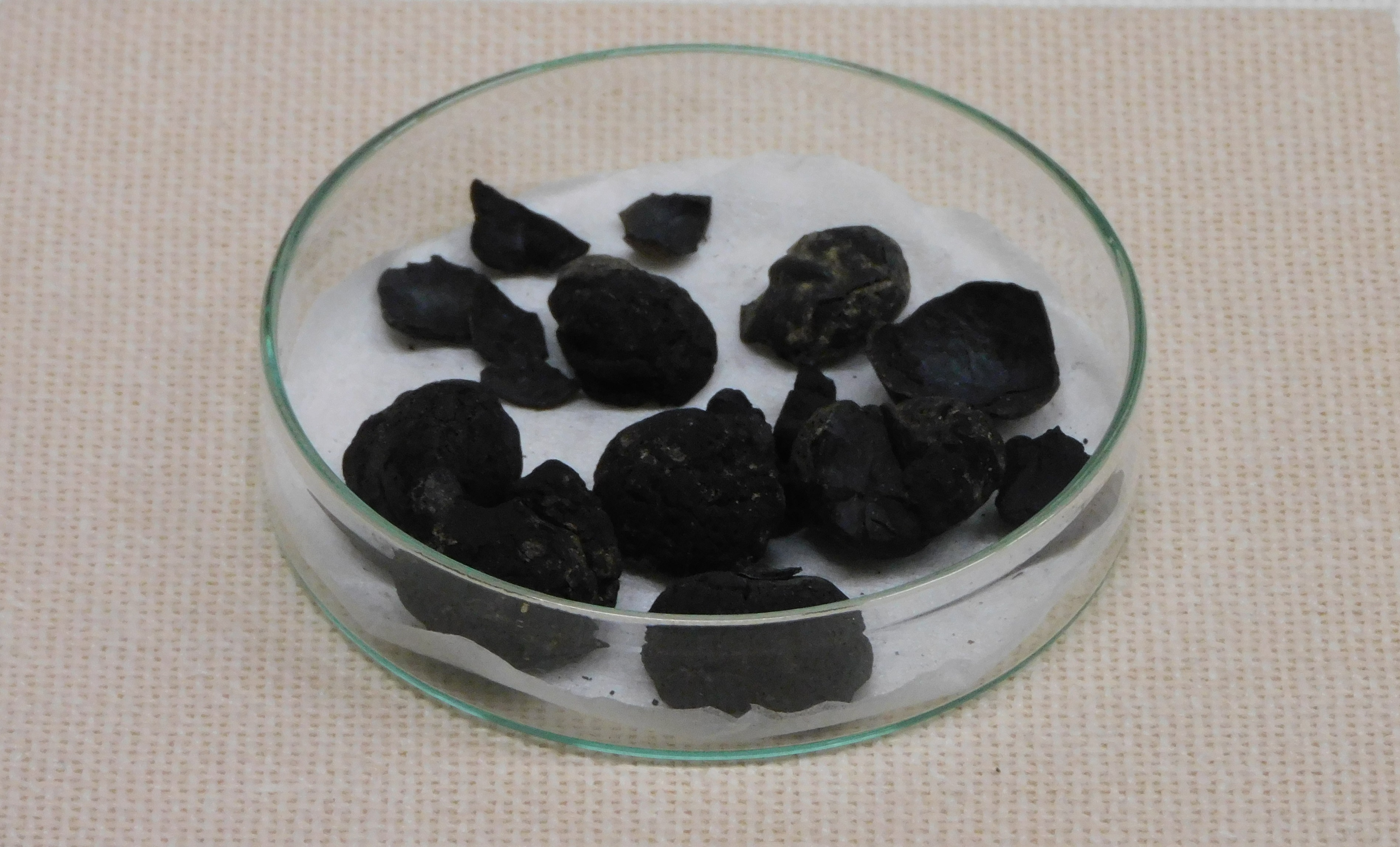
出土したトチノキの炭化した種子（宇都宮市、御城田遺跡）

### 木材
道管の配置は散孔材で気乾比重は0.5程度、全体に淡い黄褐色で辺材と心材の境界や年輪は不明瞭である。手触りの良さや加工性の良さで家具材として評価の高い樹種である。
材は緻密で加工がしやすく割れにくい特性があり、乳白色で、製材すると表面が滑らかで不規則な繊維の配列が絹のような光沢を作り、綺麗な杢目が出ることが多く、いわゆる「栃杢」（とちもく）をつくる。真っ直ぐ伸びる木ではないので変化に富んだ木材となりやすい。比較的乾燥しにくい木材ではあるが、乾燥が進むと割れやすいのが欠点である。
盆や鉢類を作るのに利用され、トチノキ材の蕎麦打ちのこね鉢は、最高級品と謳われている。巨木になり、大材が得られるのでかつては臼や木鉢の材料にされたが、昭和中期以降は一枚板のテーブルに使用されることが多い。乱伐が原因で産出量が減り、21世紀頃にはウォールナットなどと同じ銘木級の高価な木材となっている。
トチノキ材は遺跡からもしばしば発掘される。トチノキに限らないが、このような木材は発掘後に速やかに変色してしまうという。

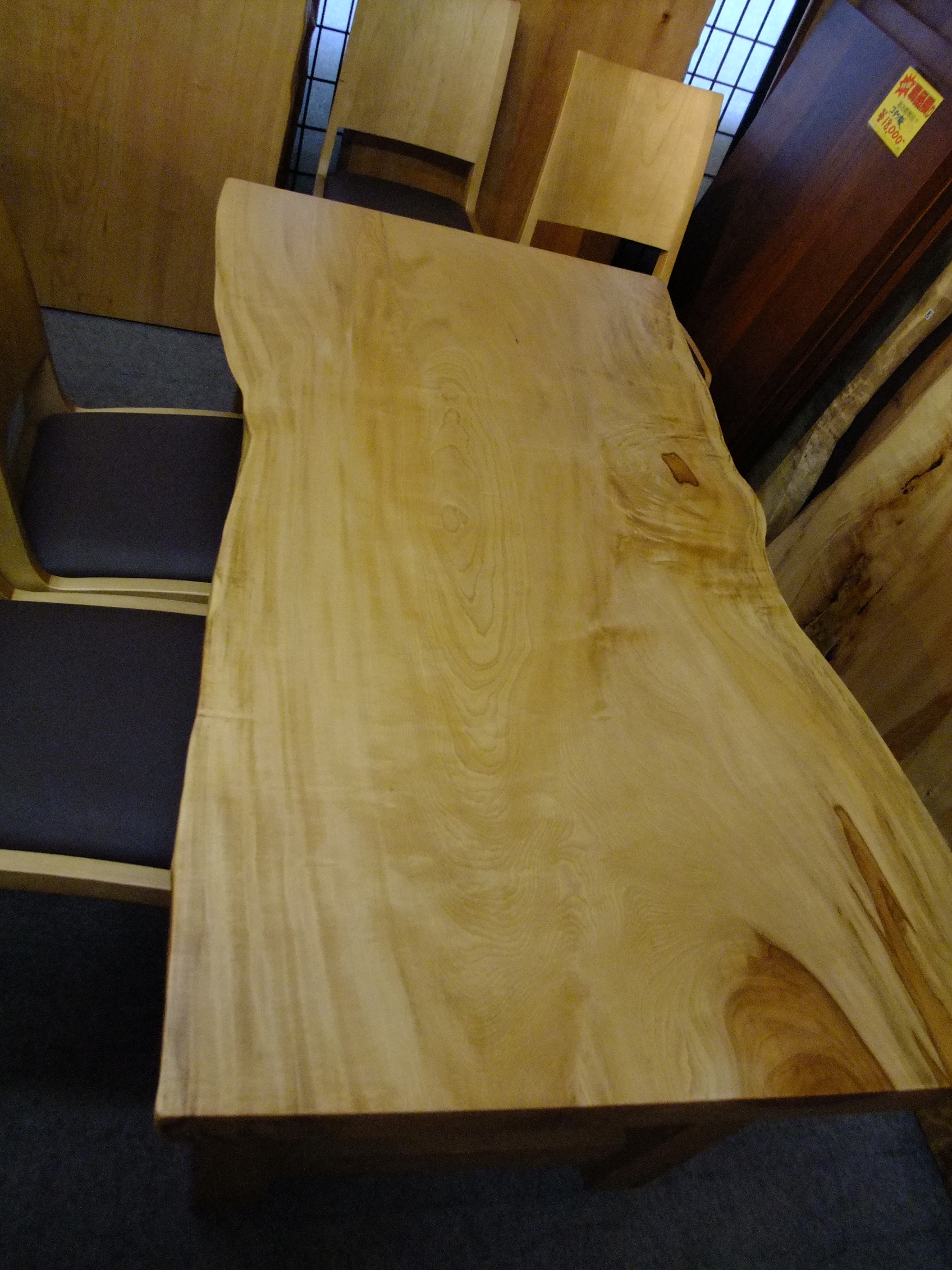
栃一枚板の板目面。杢が見える

### 風致・防災

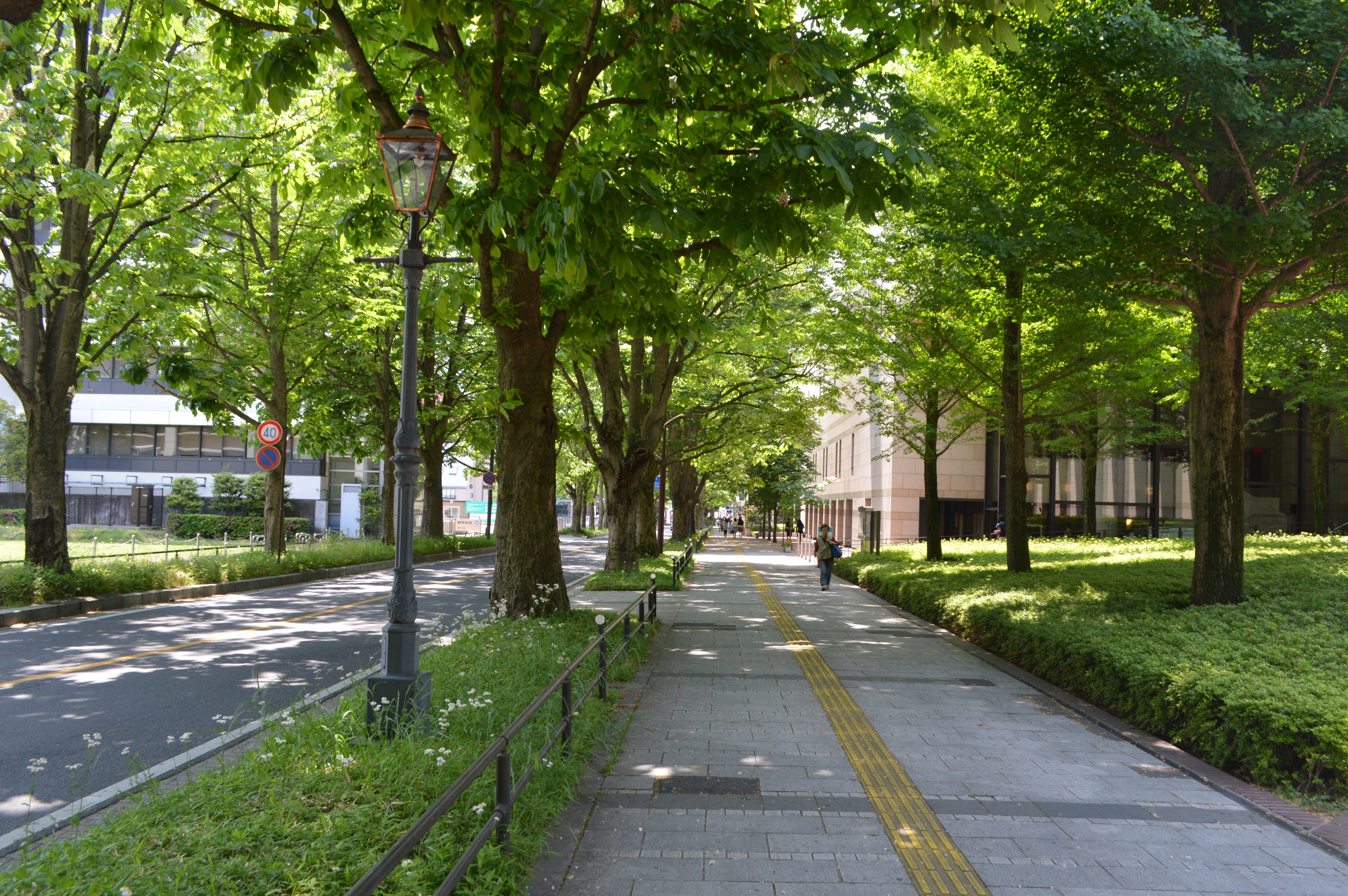
街路樹として用いられるトチノキ（左および中央の列、右はイチョウ、宇都宮市）

大木になるが、剪定に強く初夏の花や、秋の結実と黄葉などが魅力的であり、庭木や街路樹に数多く用いられている。街路樹として用いる場合、北海道から北陸地方と関東地方にかけては実例が多いが、東海地方以西は少ない。トチノキの街路樹はその大きな蒴果と内部の種子の落果により、車両や人に損害を与えることがあるのが課題の一つとなっている。このため、秋になるとあらかじめ実を落としてしまうこともある。
国産種ではなく、欧米種もよく用いられる。赤い花が咲くベニバナトチノキ (Aesculus x carnea)は赤アメリカ原産のアカバナトチノキ (Aesculus pavia) とヨーロッパ原産のセイヨウトチノキを交配したものである。この種は赤い花だけでなく不稔で果実ができにくいという特長があり、落果被害防止の点でも街路樹向きの雑種となっている。挿し木困難種でもあるため、通常はトチノキを台木にして接ぎ木で生産されている。手間がかかり、苗木の値段が高いことが課題であり、高接ぎ法や組織培養などの技術も研究されている。

### 象徴
中国ではトチノキ類がサラノキ（フタバガキ科、いわゆる沙羅双樹）の代わりとして、神木扱いで寺院に植えられるという。なお、日本では沙羅双樹の代用にはヒメツバキが多いといわれる。
トチノキの花言葉は、「天才」「博愛」とされる。
「橡の花」は夏、「橡の実」は秋の季語である。
「面食らう」という動詞はトチノキに由来するという説がある。粉にひいたトチの実を麺棒で伸ばしてつくる栃麺は、固まりやすく迅速に作業しなければならず、これを栃麺棒を振るうという。これと、慌てることを意味する「とちめく」を擬人化した「とちめく坊」から「狼狽坊」（栃麺棒、とちめんぼう）と呼ぶようになり「狼狽坊を食らう」が略されて「面食らう」という動詞が出来たとされている。
トチノキは栃木県の県木で、1966年6月28日に制定された。「栃の木」「栃の葉」や「マロニエ」共々栃木県に関連する物象に冠されることがある。

#### 種の保全状況評価
香川県で絶滅危惧Ⅰ類の指定を受けている。

#### 著名なトチノキ
滋賀県での観察ではトチノキの巨木は斜面下部や谷の上流に多く、人の手が入った二次林的な環境でもしばしば見られたが、谷によって差が出た。前述のようにかつて飢饉の時の作物として利用されており、伐採を禁じられていたことの影響があると見られる。国の天然記念物として以下の4か所が指定されている。
- 畑上の大トチノキ（兵庫県豊岡市）国の天然記念物（1951年9月指定）[82]
- 脇谷のトチノキ（富山県南砺市）国の天然記念物（1926年10月指定）[83]
- 太田の大トチノキ（石川県白山市白峰） - 国の天然記念物（1993年4月指定）[84]。幹周12.7 m。樹高24 m、樹齢1300年。日本最大のトチノキとされる[85]。
- 熊野の大トチ（広島県庄原市西城町熊野） - 国の天然記念物（1958年2月指定）[86]。幹周7.5 m、樹高30 m、樹齢500年。2本の木が癒着した合体木で、根元には10人以上が入れる空洞が開いている[87]。

以下は国の天然記念物ではないが著名な個体や個体群。
- 不動滝のトチ（埼玉県秩父市大滝栃本） - 幹周6.1 m、樹高25 m、樹齢推定500年。荒川渓流の不動滝のそばにある[88]。
- 日影のトチノキ（山梨県北杜市比志） - 山梨県指定天然記念物。幹周8.5 m、樹高27 m、樹齢300年以上[89]。
- 姥の栃（山梨県山梨市牧丘町杣口） - 幹周8.5 m、樹高21 m、樹齢推定600年。杣口（そまぐち）林道沿いにある巨樹で、周辺一帯はトチノキの群生地[90]。
- 大木のトチノキ（長野県木曽郡上松町小川大木） - 上松町指定天然記念物。幹周8.3 m、樹高28 m、樹齢500年以上[91][92]。
- 赤岩のトチ（長野県長野市七二会） - 長野市指定天然記念物。幹周12.4 m、樹高30 m、樹齢1300年[93]。
- 贄川のトチ（長野県塩尻市贄川） - 長野県指定天然記念物。幹周8.9 m、樹高25 m、樹齢1000年。国道19号沿いに生育し、地元では「ウエジン様」として崇められている[94]。
- 岩谷のトチノキ（福井県南条郡南越前町） - 「森の巨人たち100選」。幹周10 m、樹高35 m、樹齢300年以上。夜叉ヶ池への登山道の途中に生育する[95]。
- 朽木のトチノキ巨木林（滋賀県高島市） - 滋賀県指定天然記念物[96]
- 前鬼のトチノキ巨樹群（奈良県下北山村） - 奈良県指定天然記念物
- 君尾山のトチノキ（京都府綾部市五津合町大シヒロ） - 京都府指定天然記念物、京都府自然200選。幹周10.4 m、樹高23 m、樹齢伝承2000年。君尾山光明寺の近くの君尾山登山道沿いにあり、「幻の大トチ」ともよばれる[97][98]。

## 分類学上の位置づけ
かつて、独立したトチノキ科に入れられていたが、APG分類体系ではカエデ属（Acer）や他のいくつかの属と共にムクロジ科トチノキ亜科に入れられている。